# Bredové

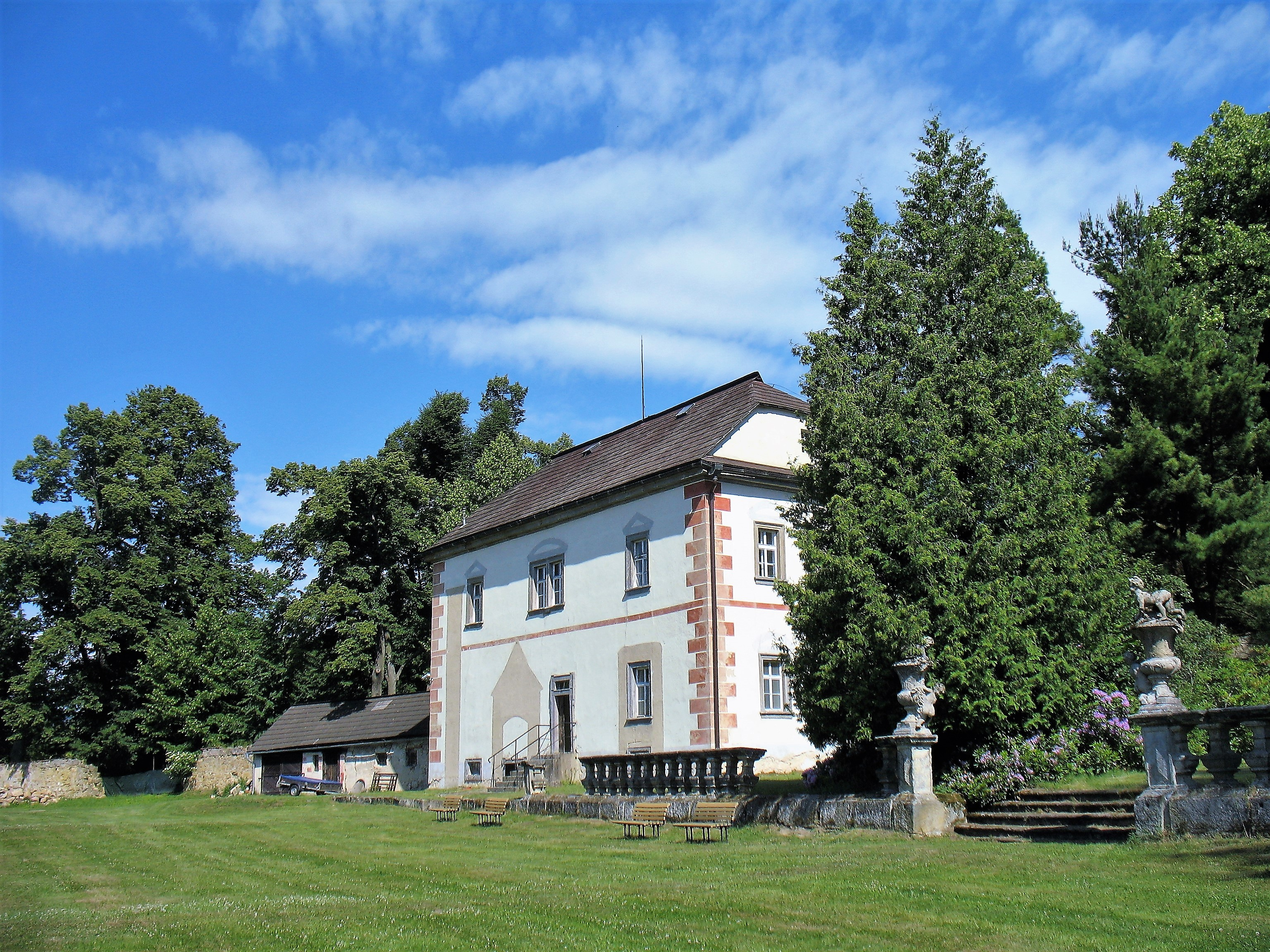
Pohled na Bredovský letohrádek od jihu ze zámeckého parku

Bredové (Bredau, či z Bredova, německy von Bredow) byli příslušníci starého šlechtického původně nizozemského rodu pocházejícího ze Střední marky ze stejnojmenného místa Bredow (dnes součást obce Brieselang, Zemský okres Havolsko, Braniborsko). Prvním zmíněným byl roku 1251 Arnoldus de Bredow, statkář z Bredova, kterým zároveň začíná přímá rodová linie. V 15. století se rod usadil v Braniborsku, především v okolí Špandavy. Odtud přišli mnozí jeho členové do Čech.

## Historie české větve
Po porážce českých stavů na Bílé hoře, která v Čechách znamenala vítězství katolicismu nad protestantstvím, došlo v Čechách ke konfiskacím majetků nekatolické šlechty. Zkonfiskované lemberské panství, podobně jako většinu panství v severních Čechách, koupil v roce 1623 Albrecht Václav Eusebius z Valdštejna, vrchní vojenský velitel císařské armády. Připojil je ke svému Frýdlantskému vévodství a zámek Lemberk uděloval v léno svým důstojníkům. V roce 1633 se jako leník uvázal v držení Lemberka Valdštejnův první důstojník Jan Rudolf Breda, který do Čech přišel v roce 1620 s vojskem bavorského kurfiřta a účastnil se bitvy na Bílé hoře. Po Valdštejnově násilné smrti v roce 1634 mu bylo panství dědičně ponecháno.
Po smrti Jana Rudolfa Bredy v roce 1660 se panství ujal jeho syn Kryštof Rudolf Breda, který se rozhodl vybudovat ze zámku honosné sídlo, jež by reprezentovalo jeho postavení u císařského dvora. Všechny tyto stavby byly velice nákladné a Kryštof Rudolf Breda si prostředky na jejich výstavbu opatřoval různými způsoby. Nechával prý dokonce stříhat ženám na svém panství vlasy a prodával je vlásenkářům. V roce 1680 se Lembersko, stejně jako jiná místa v Čechách, připojilo k velkému nevolnickému povstání, které mělo centrum v sousedním frýdlantském panství. Povstání bylo nakonec vojensky potlačeno. V době rebelie zemřel v Praze Kryštof Rudolf Breda a panství pak spravovala jeho manželka Benedikta z Ahlefeldtu a její syn Hartvík Mikuláš. V roce 1726 prodali Bredové Lemberské panství včetně poplužního dvora a okrasné zahrady hraběti Filipu Josefovi z Gallasu.
Před rokem 1700 byla k lemberské primogenituře, kterou vlastnil Hartvík Mikuláš, vytvořena sekundogenitura na Tachlovicích, která se dostala do majetku Hartvíkova bratra Karla Jáchyma. Primogeniturní panství Lemberk nebylo schopno dělení a po smrti Hartvíka Mikuláše jeho tři synové založili své linie. Nejstarší Jan Václav koupil roku 1725 z dědického podílu Kyšperk, prostřední Jan Antonín Baltazar se přiženil na Stračov a třetí Karel Josef převzal předlužený otcovský Lemberk. Roku 1726 byl Lemberk prodán. Karel Josef se oženil s Marií Josefou von Pissnitz, která koupila od svého strýce panství Hartenberg (Hřebeny). Sekundogenitura, známá krídou v roce 1728, nevytvořila až do svého vymření žádný větší majetek. Finanční ztráty byly způsobovány hlavně spekulačními koupěmi panství na splátky.
Nejstarší linie primogenitury byla usazená osobou Jana Václava Bredy na Kyšperku. Jan Václav se narodil 4. ledna 1688 v pražském paláci Bredů jako nejstarší syn Hartvíka Mikuláše. Roku 1724 se oženil s vdovou Františkou Sylvií Strakovou. První manželství, mající pravděpodobně majetkové pozadí, skončilo záhy v roce 1725 smrtí manželky. Podruhé se Jan Václav oženil roku 1728 s Františkou Josefou Bořitovou z Budče, původně moravského a pak rakouského vojenského rodu. Jan Václav se dožil 52 let a zemřel 20. července 1740 v Kyšperku, kde byl také pochován. Z druhého manželství, po úmrtí dvou dětí v nedospělém věku, zůstaly dvě dcery, starší Kateřina (provdána za J. Leonarda hraběte Hotze), mladší Josefa (provdána za Václava Ignáce Klenovského) a syn Jan (1734–1756), který zdědil po smrti Jana Václava celý Kyšperk.

## Představitelé rodu
- Hartvík Mikuláš z Bredy (1692 – 19. 6. 1723 Praha, pohřben v Lemberku), manželka Adelheid Novohradská z Kolovrat  (křest 30. 11. 1664 Praha, † 14. 12. 1732, pohřbena v Praze; svatba 6. 2. 1686)
- Joachim von Bredow (1441–1507), biskup
- Jan Václav Ignác Breda (4. 1. 1688 – 20. 7. 1740)
- Jan Nepomuk Čenek Breda (15. 4. 1734 – 19. 7. 1766)
- Karel Jáchym Breda (1663–1740)
- Jan Rudolf Breda (1595 – 15. 11. 1640), oženil se s Kateřinou baronkou z Donína. Od roku 1631 byl ve službách císařské armády a bojoval na začátku 30. let 16. století pod velením generála ottavia Piccolominiho. Po vraždě Valdštejna (1634) získal panství Jablonné v Podještědí a Lemberk. Po mnoha letech války byl v roce 1640 jmenován poručíkem polního maršála. V listopadu 1640 Jan Rudolf pronásledoval Francouze se svým plukem z Kirchheimu do Kasselu. Byl smrtelně zraněn výstřelem 14. listopadu 1640 poblíž Ziegenhainu a následující den zemřel
- Ludwig Breda (1800 Bohnice – 1882 Vídeň ) otec Viktorův
- Augusta a Filipína Stefanie Bredovy – kapitulářky Tereziánského ústavu šlechtičen v Praze, v 19. století
- Viktor Breda (1856 Vídeň – 1938 Vídeň), Ludwigův syn, poslední mužský potomek této linie rodu [1]

## Památky

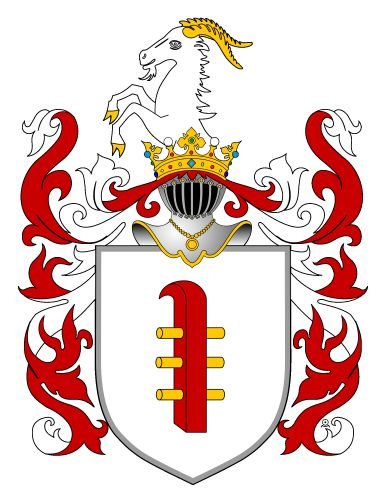
Erb rodu Breda

- Bredovský letohrádek (zámek Lemberk)
- Bredovský dvůr v Praze, čp. 935/II,  třída Politických vězňů č. 3,  hlavní průčelí do Olivovy ulice 2;  roku 1691 Benedikta Terezie z Bredy zakoupila pět domů včetně parcely domu čp. 936/II a společné zahrady, její syn Mikuláš Hartwig Breda zde vystavěl dvoupatrový palác,[2] roku 1869 zbořený a nahrazený domem U Rossmüllerů, který projektoval architekt Josef Maličký.[3]
- Obchodní dům Breda v Opavě , postaven v Opavě v letech 1927–1928 firmou Breda & Weinstein, projektoval vídeňský architekt Leopold Bauer
- Zámeček Vásárhélyi-Bréda v obci Lőkösháza v jihovýchodním Maďarsku, klasicistní stavba ze 40. let 19. století, roku 1922 jej vyženil Viktor Breda s Ilonou Bohus-Vásárhély
- Bredovský dům ve Vídni – Ludwig Breda si v letech 1851–1853 dal v obci Mauer (nyní místní část Vídně) přestavět dům od architekta Ludwiga Förstera
- Kaple sv. Jana Nepomuckého Na Kopečku; barokní z roku 1734 (na Kopečku nad městem Letohrad)
- Socha sv. Jana Nepomuckého v obci Stračov, na přední straně soklu je alianční znak hrabat z Bredy a Bechyňů z Lažan, obklopený fafrnochy a s korunkou v klenotu. Pod erbem nápis s chronogramem 1730[4]
- Zámek Malešov

## Erb

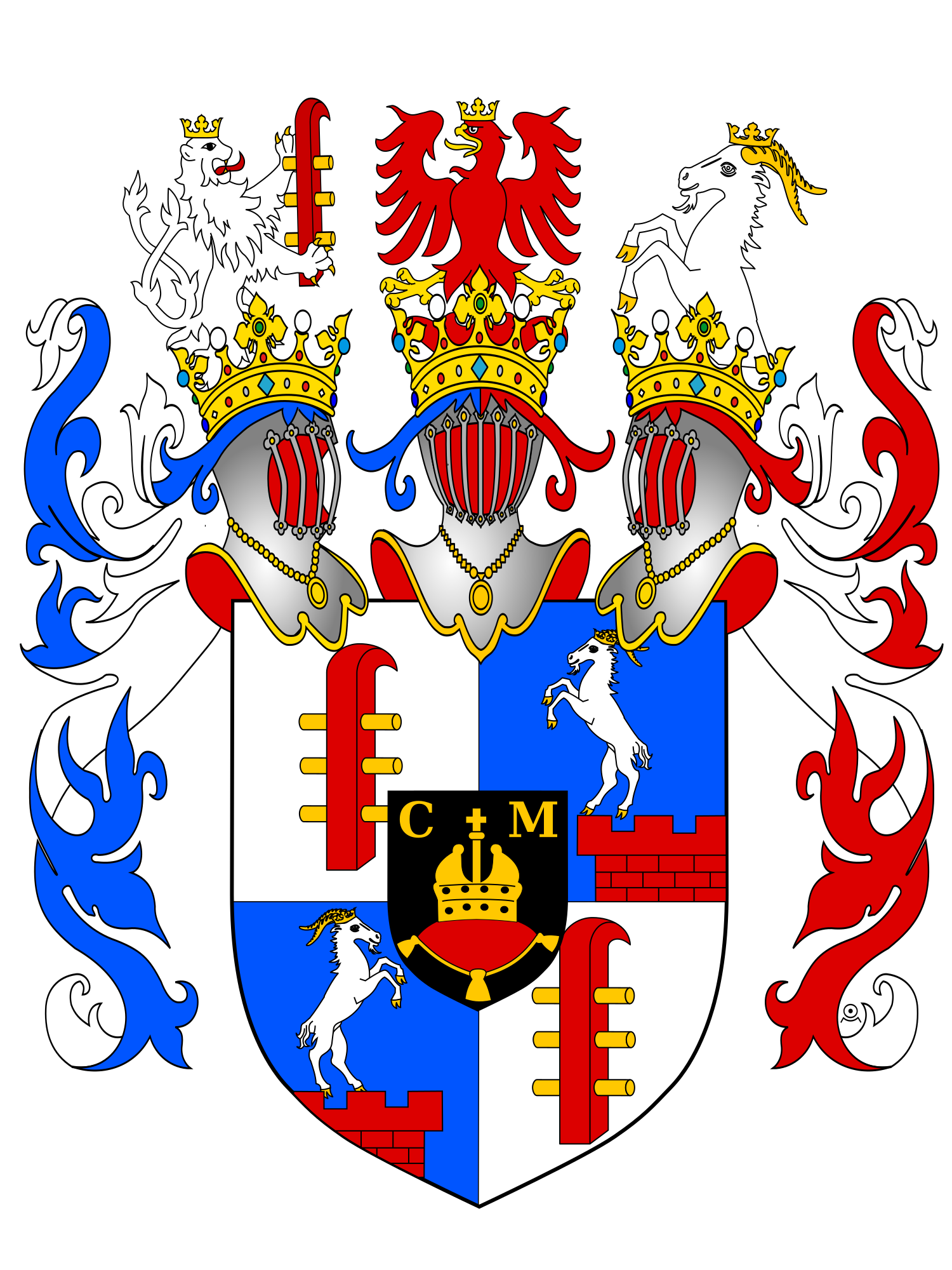
Povýšený erb pánů z Bredova

Původním erbem rodu byl válečný žebřík se zlatými příčkami na stříbrném poli. Po povýšení 4. března 1674 byl štít rozčtvrcen a k žebříku (1. a 4. pole) přibyl korunovaný bílý kozel se zlatými rohy a korunkou, stojící na červeném cimbuří věže na modrém poli (2. a 3. pole). Uprostřed jako polepšení byl černý štítek, v němž byla mezi zlatými iniciálami CM zlatá císařská koruna na červené podušce. K původnímu klenotu, lvu držícímu žebřík, přibyly další dva – s korunovanou orlicí (ve středu) a s kozlem (vlevo).

## Ostatní
- Bredůvka (původně nazývaná Bredovka) je malá vesnice, část obce Nekoř v okrese Ústí nad Orlicí. Byla založena roku 1734 Janem Václavem Bredou, majitelem Kyšperského panství.
- Bořitava je část obce Studené v okrese Ústí nad Orlicí. Byla založena v roce 1734 hrabětem Janem Václavem Brédou. Jméno Bořitov dostala osada na počest Brédovy manželky Josefy Františky z Brédy, rozené Bořitové z Martinic.
- Peklov: roku 1725 založil Karel Jáchym z Bredy jižně od Hřebče nový zemědělský dvůr. Vznikl na polích, která zabavil vzbouřeným sedlákům. Ještě do roku 1730 byl dvůr beze jména, pojmenování Peklov se ujalo až po jeho odchodu v roce 1732, prý v upomínku na pekelné období jeho vlády.